# 氘代二甲基亚砜
氘代DMSO，也称氘代二甲亚砜-d6（(CD3)2S=O)）是一种二甲亚砜（DMSO, (CH3)2S=O)) 的氢（"H"）被另一种同位素氘（"D"）取代的形式。氘代DMSO在核磁共振波谱法当中是一种常用溶剂。

## 制备
氘代DMSO可通过以碱催化，如：氧化钙，加热DMSO的重水（D2O）溶液制备。但是反应不会使得DMSO全部转化为d6的产物，因此必须将产生到的水除去，并将其置换为D2O，经反复几次化学平衡之后可以得到全部氘代的产物。

## 在核磁共振波谱中的应用
纯的氘代DMSO在核磁共振波谱法当中是不会显示任何峰而常用于核磁溶剂，然而商业市售的氘代DMSO通常不是100%纯度，因此在核磁共振氢谱中2.54ppm的区域可发现未氘代DMSO的五重峰；核磁共振碳谱中39.52ppm中可发现有未氘代DMSO的峰（精细谱图中为七重裂分）。